# Santurdejo
Santurdejo – gmina w Hiszpanii, w prowincji La Rioja, w La Rioja, o powierzchni 18,35 km². W 2011 roku gmina liczyła 140 mieszkańców.